# 아두나익
아두나익(Adunaic, 「서쪽의 언어」)은 J. R. R. 톨킨의 소설에 등장하는 제2시대의 누메노르의 인간들의 언어이다.
아두나익은 아타니의 관련한 베올의 일족과 허들의 일족의 말, 공통되어 타리스카로 불리는 것에 유래해, 제2시대를 통해 베올의 일족의 말은 누메노르의 일부, 특히 에메리에와 안두니에의 항구 주변에서 계속 남았다. 베올의 일족의 대부분은 다고르 브라고르라하의 후에 살해당했기 때문에, 허들의 일족의 말이 가장 우세하게 되었다.
아두나익은 인간의 제2의 일족 하라드인의 말에서는 전혀 영향을 받지 않았던 것 같다. 제2시대에 누메노르인이 가운데땅으로 돌아왔을 때, 누메노르 사람들은 하라드어를 이야기하던 에네드와이스와 민히리아스의 백성을 그들의 먼 친척으로 인식할 수 없었다.
제3시대를 통해 가운데땅으로 광범위하게 이야기해진 서부어 또는 공통어는 주로 아두나익에 유래한다. 운바르의 흑 나무 누메노르인과 다른 누메노르의 식민지에서는 제3시대를 통해 검은 아두나익(Black Adunaic)으로 불린 친척말을 이야기해, 그것은 요정어의 영향으로 풍부하게 되지 않았기 때문에 낡은 말에 가까웠다.

## 트리비아
아두나익은 명사 클래스, 별명 「문법적 성」을 가지는 톨킨 언어속에서 지극히 드문 언어의 하나인 것 같다.

## 같이 보기
- J. R. R. 톨킨이 만든 언어